# Norberto Rivera Carrera

Norberto Rivera Carrera (* 6. června 1942 La Purisima) je mexický římskokatolický kněz, arcibiskup Mexika, kardinál.

## Kněz
Studoval v semináři v Durangu, později na Papežské univerzitě Gregoriana v Římě, kde získal licenciát z teologie. Kněžské svěcení mu udělil 3. července 1966 papež Pavel VI. V roce 1967 se vrátil do vlasti, působil v arcidiecézi Durango. Koordinoval zde práci mládežnických a prorodinných organizací, zasedal v kněžské radě a katedrální kapitule. V letech 1982 až 1985 přednášel také na Mexické Pontifikální Univerzitě.

## Biskup
V listopadu 1985 byl jmenován biskupem diecéze Tehuacán, biskupské svěcení přijal 21. prosince téhož roku. V rámci Mexické biskupské konference plnil funkci vizitátora biskupských seminářů. Dne 13. června 1995 byl jmenován arcibiskupem mexické metropole a primasem Mexika.

## Kardinál
21. února 1998 ho papež Jan Pavel II. jmenoval kardinálem, jeho titulárním kostelem se stala bazilika svatého Františka z Assisi. Ve své funkci prohlásil za exkomunikované ty politiky, kteří podpořili změnu zákona dovolující potrat do dvanáctého týdne těhotenství a zřídil poutní místo určené pro ty, kdo nesou odpovědnost za zabití nenarozeného dítěte. S potěšením proto přijal rozhodnutí mexického Ústavního soudu neuvolňovat dosavadní zákony na ochranu života. Je řádovým prelátem a nositelem duchovního velkokříže Vojenského a špitálního řádu sv. Lazara Jeruzalémského.